# Leptotyphlops guayaquilensis
Leptotyphlops guayaquilensis är en kräldjursart som beskrevs av  Orejas-miranda och PETERS 1970. Leptotyphlops guayaquilensis ingår i släktet Leptotyphlops och familjen Leptotyphlopidae. Inga underarter finns listade i Catalogue of Life.